# 阿邦库尔站
阿邦库尔站是法国的一个铁路车站，位于法国北部市镇阿邦库尔附近。

## 位置
阿邦库尔站位于阿邦库尔市区的东南部，亚眠－达尔内塔勒铁路和埃皮奈-维勒塔讷斯－勒特雷波尔-梅尔斯铁路在此交汇，距离亚眠大约52公里。车站大致呈东北-西南走向，开口朝西北。
阿邦库尔站是一个区域性的铁路枢纽，有四个不同方向的铁路。但由于这一地区附近人口较为稀少，加之其中的埃皮奈-维勒塔讷斯－勒特雷波尔-梅尔斯铁路路况较差，因此阿邦库尔的客流量并不大，该站也只有每周日开行直达巴黎的列车。

## 设施
阿邦库尔站设有人工售票窗口，但因其人流量不大，仅每周一至五的6:15~13:30开放。此外，阿邦库尔站还设有自动售票机等设施，可出售有效期为7天的TER列车车票。

## 停靠线路
以下列车线路在阿邦库尔站停靠：
| 阿邦库尔站列车线路表     |      |                       |                   |                 |
| 线路                     | 车种 | 上一站                | 下一站            | 大致运行频率    |
| 里尔—鲁昂                | TER  | 皮卡第地区普瓦        | 福尔默里/塞尔克   | 每天1~3趟       |
| 亚眠—塞尔克/鲁昂         | TER  | 皮卡第地区普瓦/富尤瓦 | 福尔默里/塞尔克   | 每天2~4趟       |
| 阿邦库尔—鲁昂            | TER  | （起点）              | 福尔默里/塞尔克   | 每天1趟         |
| 塞尔克→博韦              | TER  | 塞尔克                | 弗基耶尔-布罗基耶 | 每天1班（单向） |
| 博韦—阿邦库尔/勒特雷波尔 | TER  | 弗基耶尔-布罗基耶     | （终点）/欧马勒   | 每天2~4趟       |
| 巴黎—勒特雷波尔          | TER  | 弗基耶尔-布罗基耶     | 欧马勒            | 每天1趟         |
| 1. 2. 3. 4.              |      |                       |                   |                 |

## 配套交通

### 长途客车
| 停靠阿邦库尔站的大巴车 |              | |
| 上下车地点             | 运营单位     | 主要线路及目的地                                                                                              |
| 阿邦库尔站门口         | SNCF Car TER | - 21线：格朗维利耶、马赛昂博韦西、博韦 - 当某条铁路线施工或罢工时，SNCF可能也会提供途径该线路沿途站点的大巴车 |
| 1. 2.                  |              | |

### 市内交通
阿邦库尔站附近暂无城市公共交通线路经过。

### 社会车辆
阿邦库尔站门口设有社会车辆停车场。

## 临近车站
| 阿邦库尔站（Gare d'Abancourt） |                                          |            |
| 上行车站                       | 线路                                     | 下行车站   |
| 富尤瓦站                       | 亚眠－达尔内塔勒铁路                     | 福尔默里站 |
| 弗基耶尔-布罗基耶站            | 埃皮奈-维勒塔讷斯－勒特雷波尔-梅尔斯铁路 | 欧马勒站   |
| - 本表仅显示运营中的线路及车站 |                                          |            |